# Julius August Christoph Zech
Julius August Christoph Zech (Stoccarda, 24 febbraio 1821 – Berg, 13 luglio 1864) è stato un astronomo e matematico tedesco.

## Biografia
Dopo aver completato gli studi superiori nella sua città natale, si recò a Berlino e Tubinga, dove studiò scienze naturali e conseguì il dottorato nel 1845 in matematica ed astronomia. Dopo aver impartito lezioni private di matematica ed astronomia per sei anni, nel 1851 fu assunto come insegnante presso il ginnasio di Tubinga. Nel 1849, inoltre, pubblicò una tavola di logaritmi, in conseguenza della quale il logaritmo di Zech è stato così denominato in suo onore.
Nel 1852 sostituì Johann Gottlieb Nörremberg nell'insegnamento di astronomia e matematica presso l'Università di Tubinga in qualità di professore associato; nel 1856 divenne professore ordinario e gli fu affidata la direzione dell'osservatorio astronomico universitario. Nel campo astronomico, si impegnò più come matematico computazionale ed insegnante che come osservatore. Affrontando problemi di perturbazioni orbitali, calcolò le orbite degli asteroidi 5 Astraea e 10 Hygiea, recentemente scoperti. Zech si adoperò inoltre per l'unificazione dell'astronomia tedesca, ricomprendo anche l'incarico di primo presidente della Astronomische Gesellschaft fondata nel 1863. Tuttavia, ammalatosi gravemente nel primo anno dell'incarico, morì dopo lunghe sofferenze nel 1864 a Berg, località termale nei pressi di Stoccarda dove si era recato sperando di trarre beneficio dalle cure termali.